# Les Corts
Les Corts är ett av 10 administrativa distrikt i Barcelona.
I Les Corts ligger Barcelonas universitet samt flera högskolor. Här finns även flera av stadens mest exklusiva bostadsområden. I Les Corts ligger även Camp Nou, hemmaplan för FC Barcelona och Europas största arena.
Les Corts ligger vid den sydvästliga infarten till Barcelona, med den långa boulevarden Avinguda Diagonal som genomlöper distriktet från kant till kant.

## Delområden
- Les Corts
- Pedralbes
- La Maternitat i Sant Ramon